# 仙台市立東仙台小学校
仙台市立東仙台小学校（せんだいしりつ ひがしせんだいしょうがっこう）は、宮城県仙台市宮城野区東仙台5丁目にある公立小学校である。

## 概要
学校は仙台市の東部に位置しており、隣接地には東北公済病院宮城野分室やショッピングモール『フォレオせんだい宮の杜』がある。また近くは県道仙台松島線（利府街道）が通っている。

## 沿革
出典
- 1947年（昭和22年）
  - 5月 - 東仙台小学校設立促進会結成。
  - 6月 - 東仙台地区父兄大会結成。
  - 9月 - 財務局より、旧松風寮2棟の貸与を受け、校舎改造に着手。
- 1948年（昭和23年）
  - 4月 - 仙台市立原町小学校東仙台分校として開校。
  - 9月1日 - 仙台市立原町小学校より分離開校。
- 1949年（昭和24年）11月 - 校歌制定。
- 1950年（昭和25年）12月 - 新築校舎竣工。
- 1952年（昭和27年）3月 - 増改築校舎竣工。
- 1955年（昭和30年）9月 - 学校設備拡充計画工事の大部分を竣工。
- 1956年（昭和31年）9月 - 講堂移転改築工事完了。
- 1958年（昭和33年）9月 - 開校10周年記念式挙行。
- 1963年（昭和38年）2月 - プール落成。
- 1964年（昭和39年）9月 - まつば児童会の歌制定。
- 1967年（昭和42年）5月 - 留守家庭児童事業「ひなどり学級」開設。
- 1968年（昭和43年）3月 - 体育館竣工。
- 1966年（昭和41年）4月1日 - 新田小学校が分離開校し、本校から児童520名移籍。
- 1971年（昭和46年）4月1日 - 鶴谷小学校が分離開校し、本校から児童561名移籍。
- 1972年（昭和47年）4月1日 - 幸町小学校開校により、本校から児童90名移籍。
- 1973年（昭和48年）10月 - 第1期改築校舎（鉄筋コンクーリート校舎）竣工。
- 1974年（昭和49年）4月1日 - 燕沢小学校が分離開校し、本校から児童272名移籍。
- 1978年（昭和53年）9月 - 開校30周年記念式挙行。
- 1991年（平成3年）
  - 4月1日 - 西山小学校が分離開校し、本校から児童398名移籍。
  - 5月 - 体育館解体。
- 1993年（平成5年）
  - 3月 - 体育館・校舎増改築工事竣工。
  - 4月 - 木造校舎解体。
- 1994年（平成6年）11月 - 校舎西北側舗装完了。
- 1995年（平成7年）1月 - 校内テレビ放送設備完成。
- 1997年（平成9年）
  - 2月 - コンピュータ教室新設。
  - 4月 - 「まつのみ学級」新設。
- 1998年（平成10年）	
  - 4月 - 特殊学級「まつのみ学級2組」増設。
  - 5月 - この月から10月まで、校舎耐震工事。
  - 11月 - 開校50周年記念式典挙行し、祝賀会開催。
- 1999年（平成11年）
  - 4月 - 特殊学級「まつのみ学級3組」増設。
  - 12月 - 身体障害者用トイレ完成。
- 2001年（平成13年）
  - 1月 - 教育相談室開設。学校Web運用開始。
  - 5月 - 学校評議委員会。
- 2002年（平成14年）9月 - 身体障害者用トイレ工事完了。
- 2003年（平成15年）
  - 1月 - 校内LAN整備工事完了し、コンピュータ更新。
  - 3月 - 校舎外壁塗装工事竣工。
  - 6月 - 不審者侵入対応防犯訓練開始。
  - 10月 - 地震転倒防止工事完了。
- 2004年（平成16年）4月 - 門扉・昇降口の施錠システム開始。
- 2005年（平成17年）4月 - 学校ボランティア防犯巡視員（東仙まもらいだー）活動開始。
- 2006年（平成18年）2月 - 校庭遊具整備作業。
- 2008年（平成20年）8月 - 開校60周年記念式挙行。
- 2010年（平成22年）11月 - 太陽光発電設備設置。
- 2011年（平成23年）3月 - 11日午後に東日本大震災発生。本校に避難所開設。
- 2012年（平成24年）
  - 4月 - 児童館サテライト1階に設置。
  - 12月 - 復興プロジェクト拠点校。
- 2013年（平成25年）11月 - 開校65周年記念PTAバザー開催。
- 2015年（平成27年）2月 - 太陽光蓄電池設置。

## 児童数
2024年4月1日現在
| 学年 | 1年 | 2年 | 3年 | 4年 | 5年 | 6年 | まつのみ （特支学級） | 合計 |
| ---- | --- | --- | --- | --- | --- | --- | --------------------- | ---- |
| 児童 | 51  | 58  | 52  | 56  | 59  | 83  | 6                     | 365  |

## 学区
出典
- 大梶（16番の一部、17番）
- 新田5丁目（1番の一部）
- 東仙台1丁目（2～17番、18番の一部）
- 東仙台2丁目（全域）
- 東仙台3丁目（全域）
- 東仙台4丁目（全域）
- 東仙台5丁目（全域）
- 東仙台6丁目（1～12番、13番の一部、19番、20番の一部、21～29番）
- 平成1丁目（1番、2番の一部、3～9番、16番の一部、17番の一部、18～25番）
- 平成2丁目（全域）
- 松岡町（全域）
- 原町苦竹（字案内前下）
  - なお、「（地区名・地番）の一部」と記載されてる詳細な地番などについては、仙台市教育委員会まで、要問い合わせ。

## 進学先中学校
出典
- 東仙台中学校

## 著名な出身者
- 三浦一年（作曲家）
- たこ八郎 （プロボクサー、コメディアン、俳優）

## アクセス
- 仙台市営バス「東仙台小学校前」停留所下車後、
  - 仙台駅前・広瀬通一番町・台原駅方面行のりばから、徒歩約120m・約2分。
  - 東仙台営業所・旭ヶ丘駅方面行のりばから、徒歩約135m・約2分。
- JR東日本東北本線・仙石東北ライン東仙台駅から、徒歩約740m・約11分。

## 周辺
- 財務省東北財務局東仙台住宅 - 敷地が隣接
  - 学校敷地に接するのは、1号棟と5号棟となる。
- 東仙台コミュニティ防災センター
- カトリック東仙台教会
- カトリック仙台司教区
  - 司教館
  - 修道院
- 光が丘スペルマン病院
- 仙台市案内集会所
- 仙台市立案内公園
- ラ・サール会修道院
- 社会福祉法人ラ・サール会児童養護施設ラ・サール・ホーム
- 大蓮寺
- 宮城県道8号仙台松島線
- ヨークベニマルフォレオ東仙台店
- ケーズデンキ東仙台店